# I Was Wrong, I'm Sorry & I Love You
I Was Wrong, I'm Sorry & I Love You é o sétimo álbum de estúdio do cantor e compositor Derek Webb, a ser lançado em 3 de setembro, 2013. O álbum, que volta ao estilo de seus primeiros trabalhos com base em violões acústicos, foi escrito, gravado e produzido inteiramente por Webb no estúdio de sua casa, Fort Sumner Studio, em Nashville, TN, EUA.
O título do álbum (em tradução livre, “Eu estava errado, me desculpe e eu te amo”) tem vários significados. Webb explica que o título veio do que aprendeu quando era jovem, que são as três coisas que devemos dizer a fim de manter qualquer relacionamento vivo e saudável. Serve como uma reafirmação a seus fãs que podem ter se sentido alienados após seus trabalhos com temas menos espirituais e estilo musical mais voltado à música eletrônica. Suas intenções mais sinceras, expressadas na letra da canção-título, “e por todos estes anos, somente tentei dizer três coisas.” O título também expressa a necessidade dos cristãos de dizer estas palavras uns aos outros e também para todo o mundo. [carece de fontes?]
Webb disse que este é seu trabalho mais honesto e autobiográfico até hoje. Ele reanalisa os temas e mensagem aos cristãos e à igreja de seu primeiro album solo de 2003, She Must and Shall Go Free. Ao embarcar em uma bem sucedida turnê para celebrar os dez anos desde o lançamento de seu primeiro CD, Webb refletiu sobre seu trabalho, seu conteúdo e sua influência.  Apesar de estar confiante e defender todas as palavras e notas de She Must and Shall Go Free, Derek acredita que a expressão destas ideias soariam de maneira diferente após dez anos. I Was Wrong, I'm Sorry & I Love You é o resultado disto.
O primeiro vídeo do álbum, de sua canção-título, foi lançado na internet em 30 de julho, 2013. O vídeo está disponível no canal do cantor.

## Faixas do álbum
| N.º            | Título                                           | Duração |  |
| 1.             | "I Was Wrong, I'm Sorry & I Love You"            | 3:56    |  |
| 2.             | "Eye of The Hurricane"                           | 4:21    |  |
| 3.             | "Lover Part 3"                                   | 4:36    |  |
| 4.             | "Closer Than You Think"                          | 3:36    |  |
| 5.             | "Heavy"                                          | 5:11    |  |
| 6.             | "Everything Will Change"                         | 5:52    |  |
| 7.             | "I Measure The Days (Simplified Anglican Chant)" | 1:51    |  |
| 8.             | "A Place At Your Table"                          | 5:04    |  |
| 9.             | "Nothing But Love"                               | 4:21    |  |
| 10.            | "The Vow"                                        | 4:37    |  |
| 11.            | "Your Heart Breaks In All The Right Places"      | 5:22    |  |
| 12.            | "Thy Will Be Done"                               | 3:48    |  |
| Duração total: | Duração total:                                   | 52:41   |  |

## Equipe
| Créditos - Todos os intrumentos tocados por Derek Webb - Bateria adicional & percussão em ‘Everything Will Change’ por Will Sayles - Órgão em ‘Nothing But Love’ por Joshua Moore - Vocal adicional por Sandra McCracken em ‘I Measure The Days (Simplified Anglican Chant)’ e ‘The Vow’ - Arranjo para cordas em ‘Everything Will Change’ & ‘Nothing But Love’ por Ben Shive - David Angell no violino e John Catchings no violoncelo | - Produzido e gravado por – Derek Webb em Ft. Sumner Studio (Nashville, TN) - Gravações adicionais por – Justin March em The Smoakstack (Nashville, TN) - Mixado por – Shane Wilson em St. Izzy’s of the East (Nashville, TN) - Auxiliado por – Evan Redwine - Coordenação de mixagem por – Lani Crump de Showdown Productions - Masterizado por – Jim DeMain em Yes Master, Nashville, TN - Direção de arte por Derek Webb & Zach McNair - Design de Zach McNair (zachmcnair.com) - Fotografia de Zach McNair - Auxiliado por Stephen Hébert |